# إدوارد ريتشاردسون
إدوارد ريتشاردسون (بالإنجليزية: Edward Richardson)‏ (8 ديسمبر 1929 في أستراليا - 29 يوليو 2009 في أستراليا) هو لاعب كريكت أسترالي. لعب مع فريق تسمانيا للكريكت.

## وصلات خارجية
- إدوارد ريتشاردسون على موقع إي آس بي آن كريك إنفو (الإنجليزية)